# 新潟競馬場
新潟競馬場（にいがたけいばじょう/ 英: Niigata Racecourse）は、新潟県新潟市北区笹山にある競馬場である。日本中央競馬会 （JRA）が運営している。

## 概要

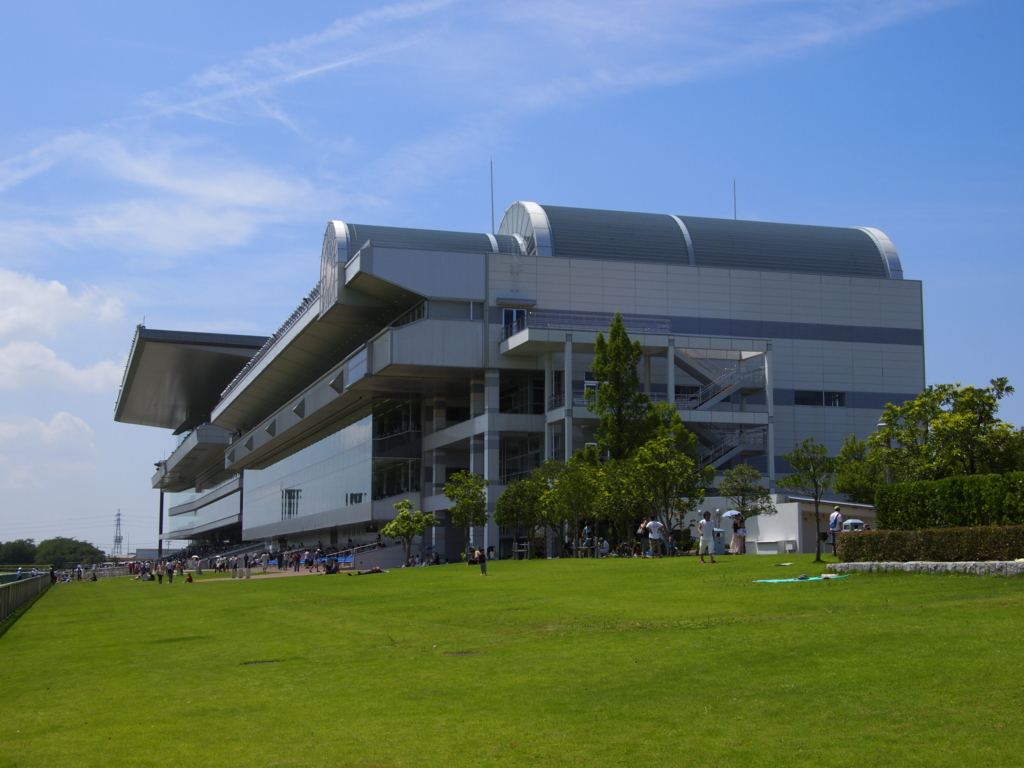
スタンド

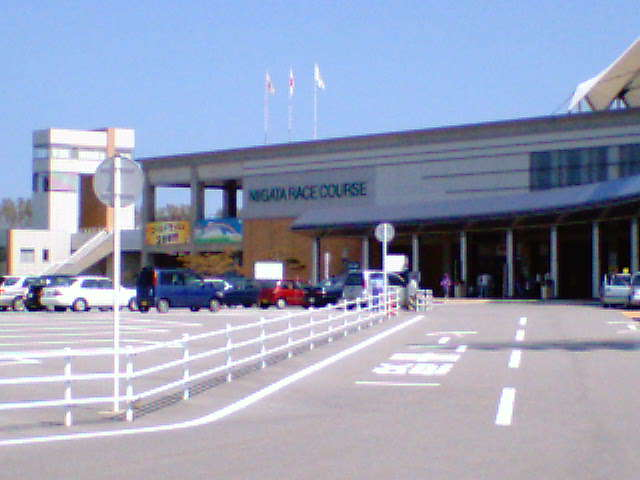
新潟競馬場入口（2004年8月28日撮影）

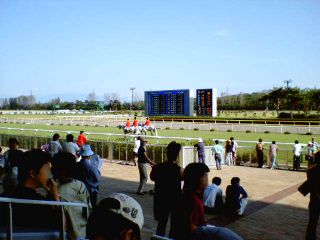
新潟競馬場ゴール前付近

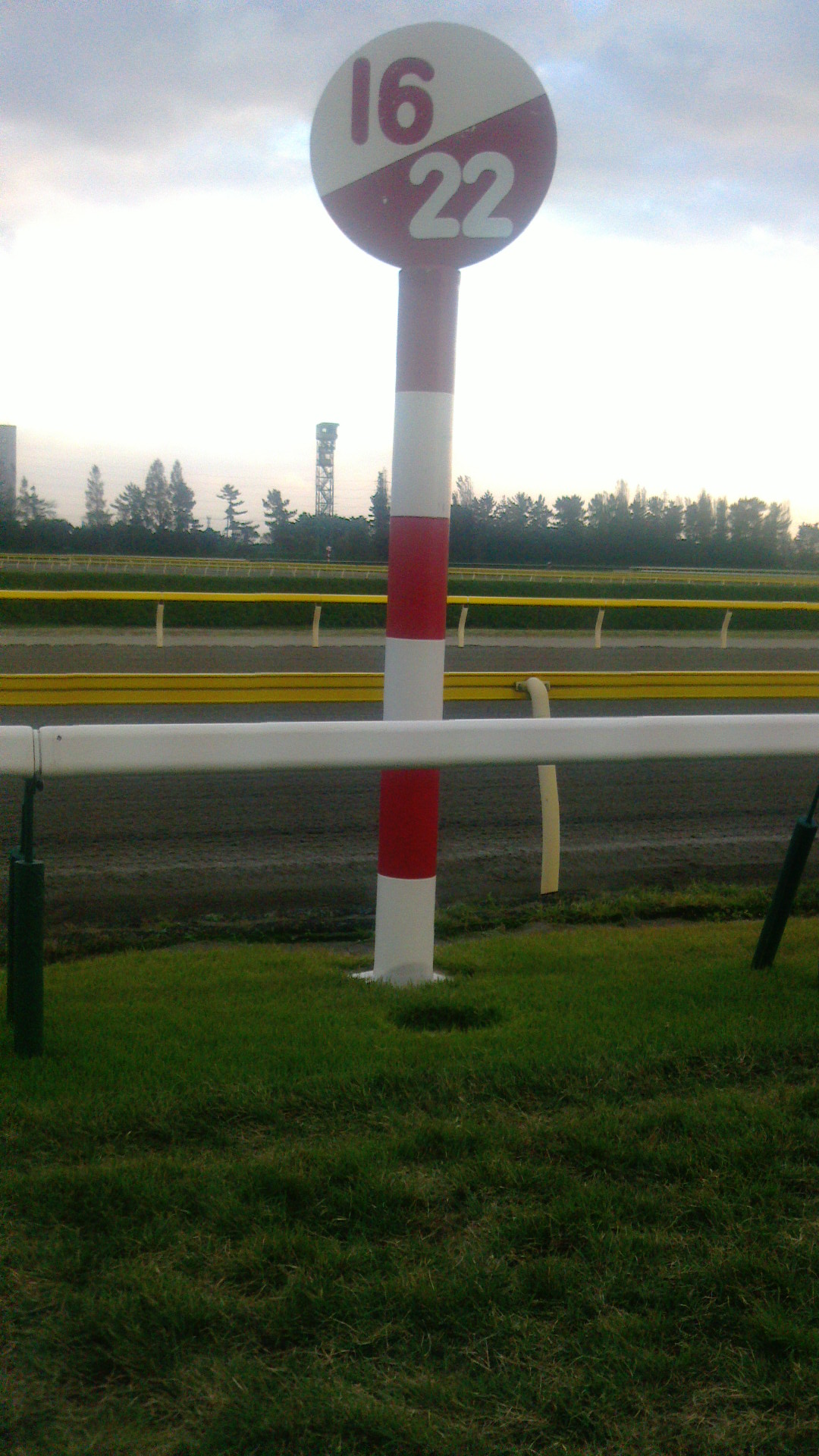
内1600m/外2200m地点のハロン棒

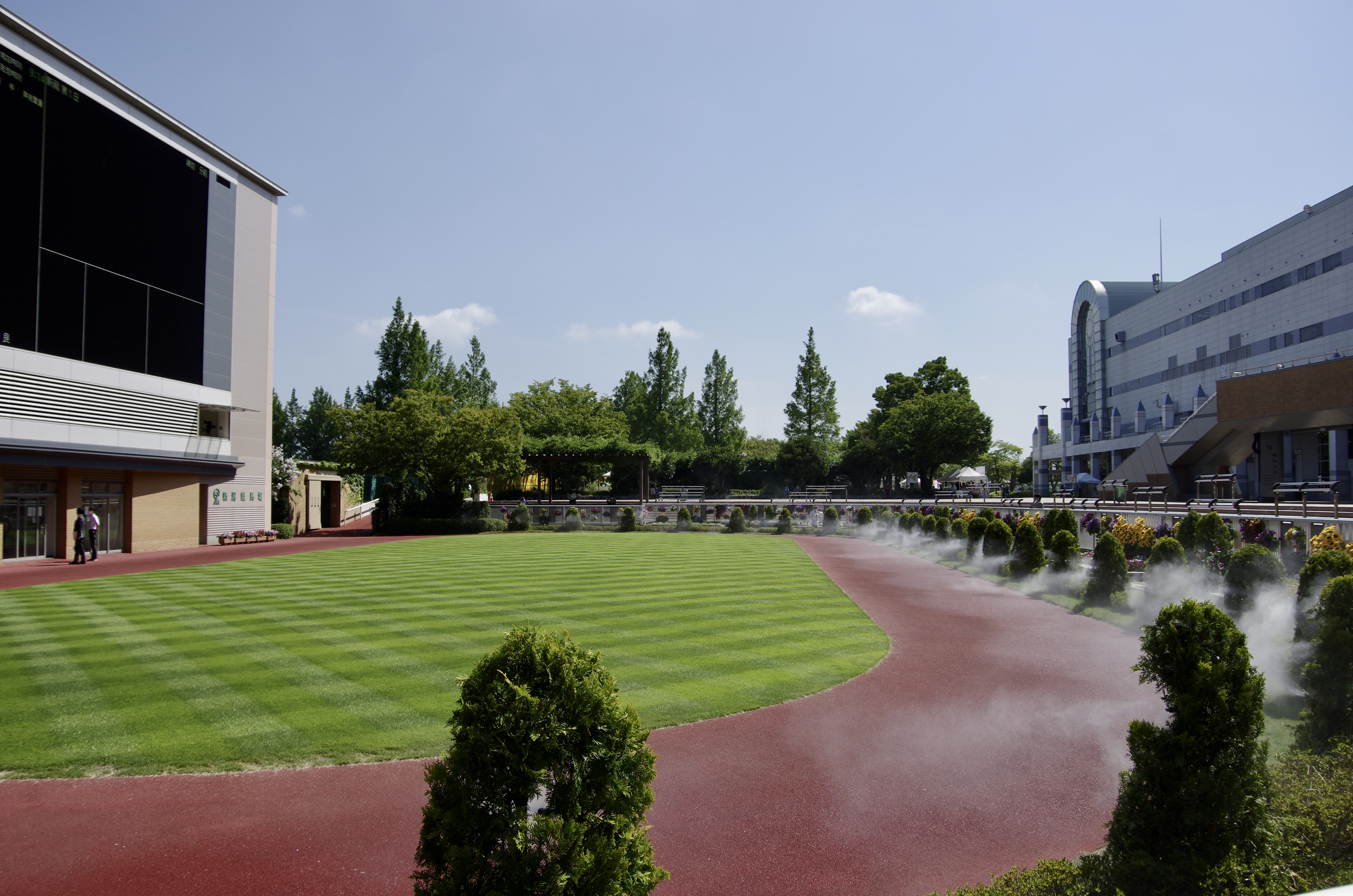
JRA新潟競馬場パドック

新潟競馬場は1965年に関屋分水事業に伴い北蒲原郡豊栄町（現・新潟市北区）に移転・開設したもので、JRAが所有している競馬場ではもっとも新しい競馬場となる。
2001年、日本の競馬場としては初となる直線1000mの芝コースを新設し、周回コースも右回りから左回りに変更して、同年7月14日、全面リニューアルオープンした。
最後の直線距離は芝・外回りで659mあり、中央競馬を開催する競馬場としては最も長い。
通常は4回26日開催（2023 （令和5）年度）であるが、2011・2012年は他場の改修等の影響で通常日程より多く組まれていた（詳しくは歴史を参照）。
2012年から2023年までは、7-9月の第2・3回開催の第12競走を16:30に繰り下げる形での開催を行っていた。
2024年より夏季の暑熱対策の一環として薄暮競走が実施されている（詳細後述）。
夏開催では東の主開催の中心となっており、全国で唯一、この時期に行われるサマーシリーズのスプリント・マイル・2000の全てに競走を有している。

## コース概要
現在のコースは東京・中京と同じく左回り。内回り・外回りのコースを有する。さらに日本で唯一となる直線1,000mの芝コースがあり、重賞競走「アイビスサマーダッシュ（GIII）」も施行される。
芝外回りコースの1周距離2,223m（Aコース）、第4コーナーからゴールまでの直線659mはともに日本の競馬場で最長。内回りとダートはほぼ平坦であるが、外回りでは3コーナーに向けて2mほどの上り坂がある。また直線コースはスタートしてから200mまでが1mほどの上り坂となっている。

### 芝コース

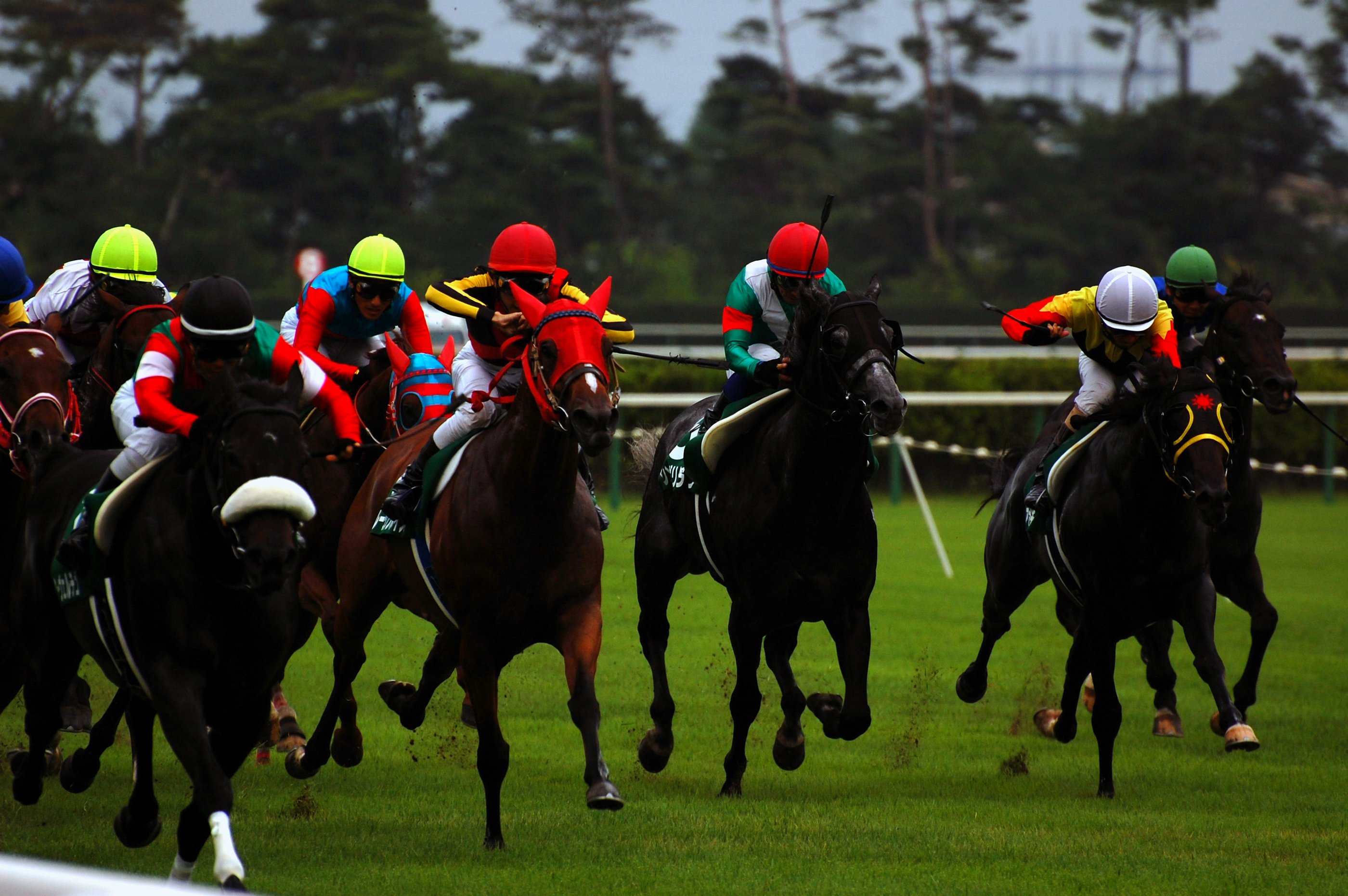
芝コース1000mで行われる重賞アイビスサマーダッシュ（第8回: 2008年7月20日）

BコースはAコースから4m外側に移動柵が設置される。
- 一周距離: Aコース内回り1623m, Aコース外回り2223m, Bコース内回り1648m, Bコース外回り2248m
- 直線距離: 内回り359m, 外回り659m （A・Bコース共通）
- 幅員: Aコース25m, Bコース21m
- 距離設定: 1000m（直線）, 1200m（内）, 1400m（内・外[注 2]）, 1600m（外）, 1800m（外）, 2000m（内・外[注 3]）, 2200m（内）, 2400m（内）, 3000m（外[注 4]）, 3200m（外[注 4]）
- 出走可能頭数: Aコース18頭 （外1400mのみ16頭）, Bコース16頭 （外1400mのみ14頭）[2]

### ダートコース
- 一周距離: 1472m
- 直線距離: 354m
- 幅員: 20m
- 距離設定: 1000m（2016年時点未施行）, 1200m, 1700m（2001年・2011年に使用）, 1800m, 2500m（2011年第5回開催で新設）
- 出走可能頭数: 1000m12頭, 1700m13頭, 1200m・1800m・2500m15頭[2]

### 障害競走
中京競馬場と同じく障害競走用の襷コースは存在せず、芝コースに置き障害を仮設して行われる。
- 距離設定: 2850m（Aコース）, 2890m（Bコース使用）, 3250m（Aコース使用）, 3290m（Bコース使用）
- 出走可能頭数: 14頭（距離・コース問わず）[2]

### 改修前のコース（右回り）
- 距離設定[3]
  - 芝: 1000m（内）, 1200m（内・外）, 1400m（内・外）, 1600m（外）, 1800m（内）, 2000m（内・外）, 2200m（外）
  - ダート: 1000m, 1200m, 1600m, 1700m, 1800m, 2280m
  - ダート1600m, 1800m, 2280mは、地方競馬開催時のみ使用していた。

## 歴史

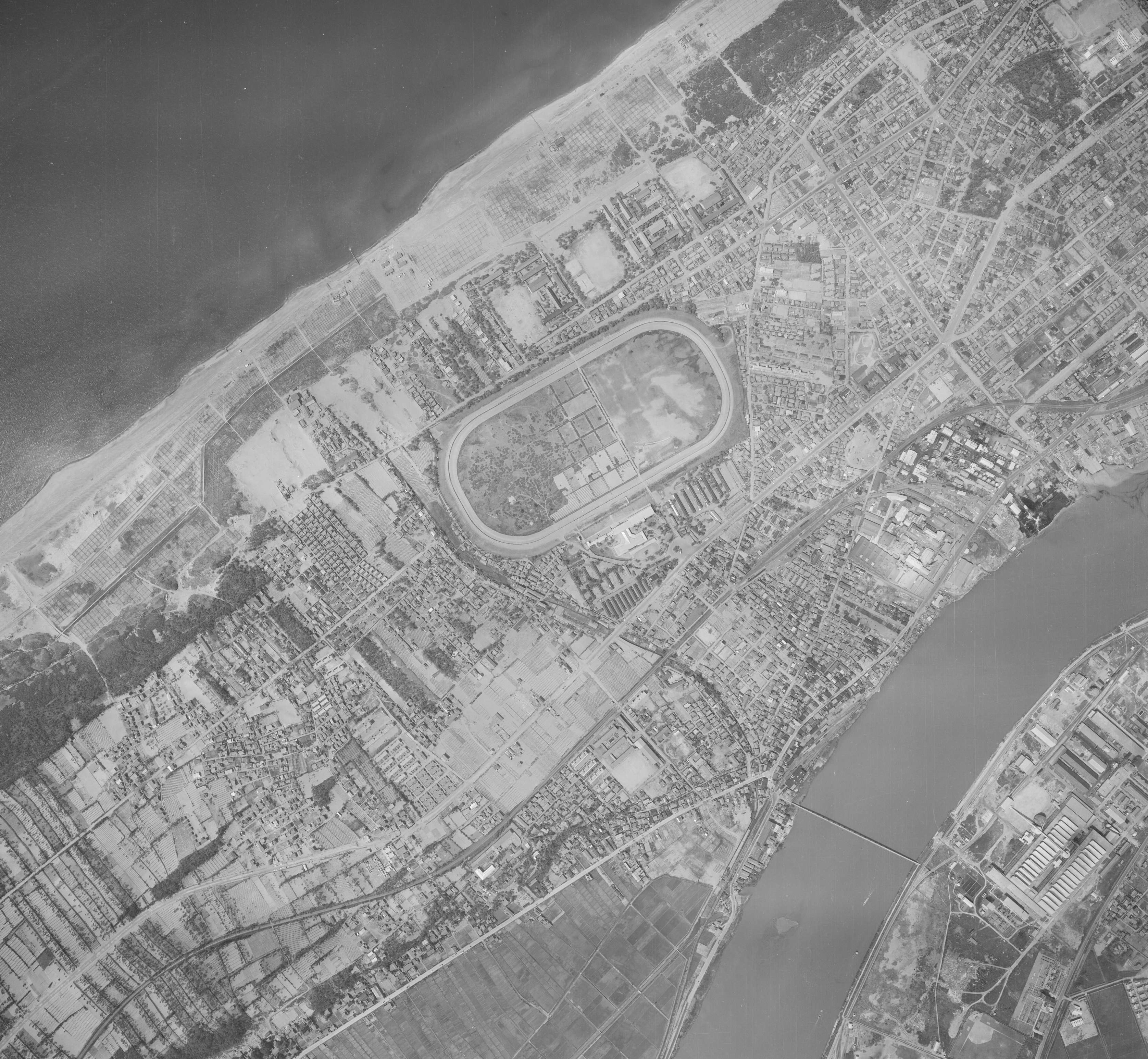
旧新潟競馬場付近の空中写真。1962年撮影。

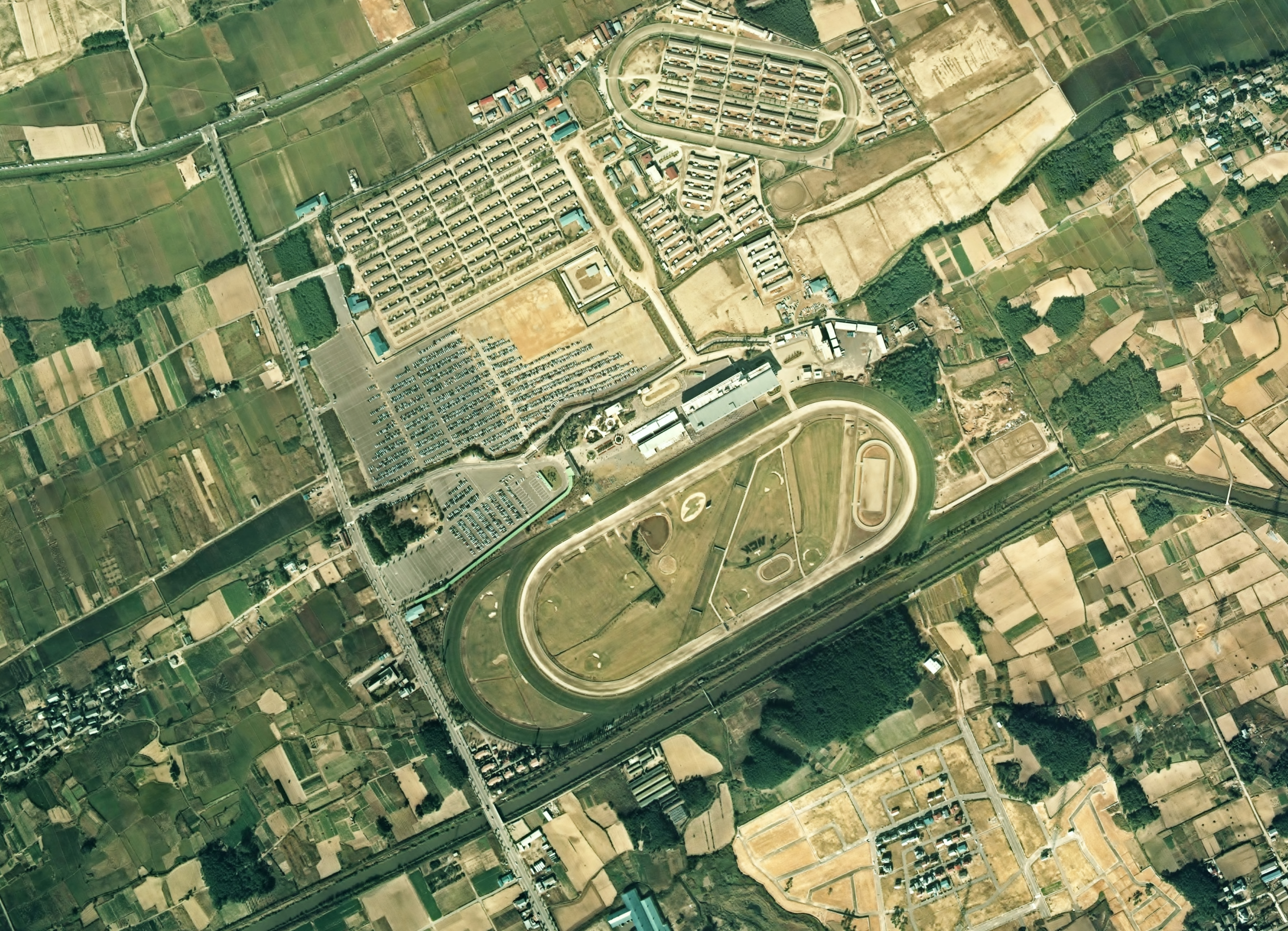
新潟競馬場付近の空中写真。1975年撮影。

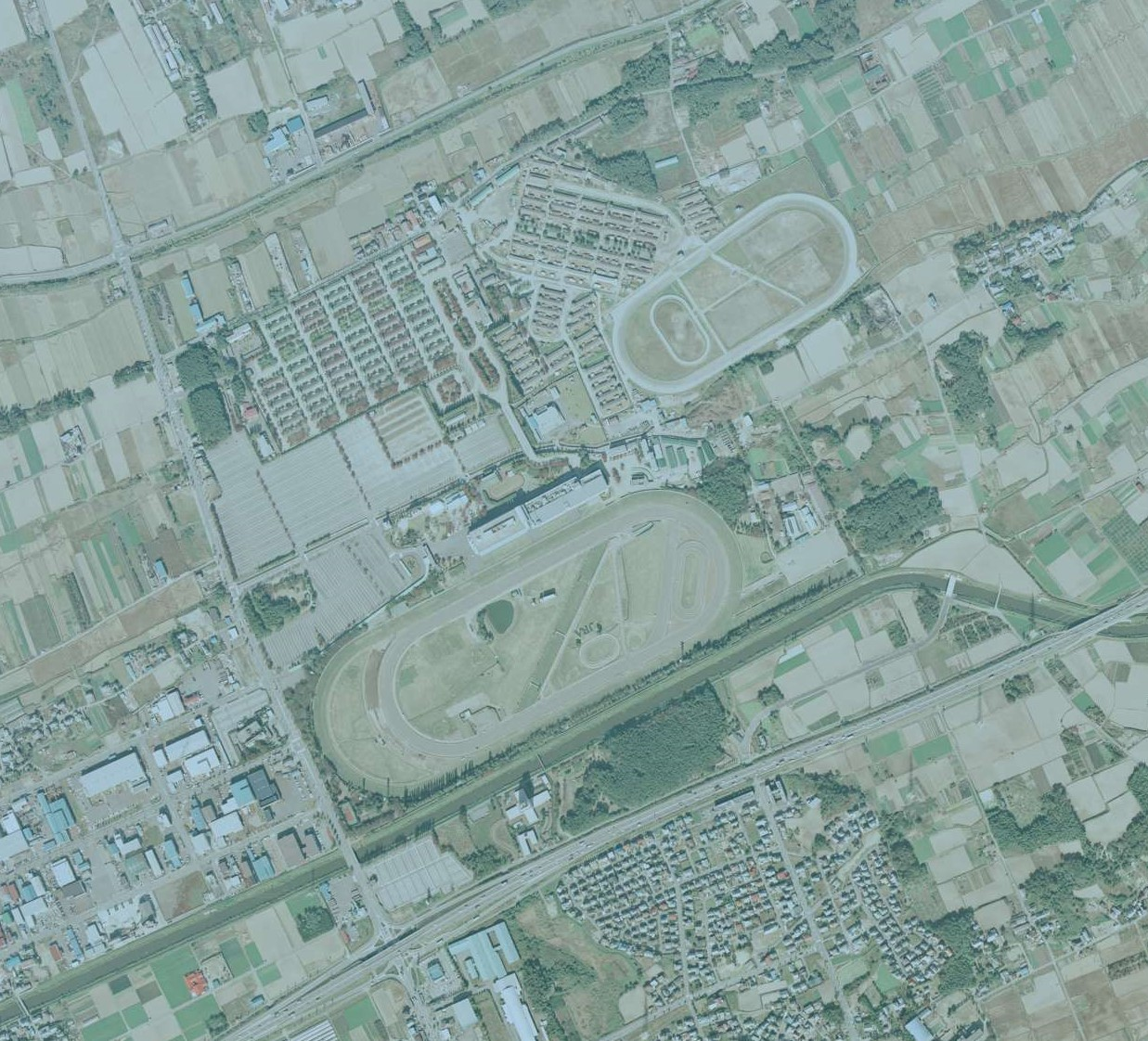
新潟競馬場付近の空中写真。1998年撮影。
2コーナー側にダート1200m用のポケットが追加されている。

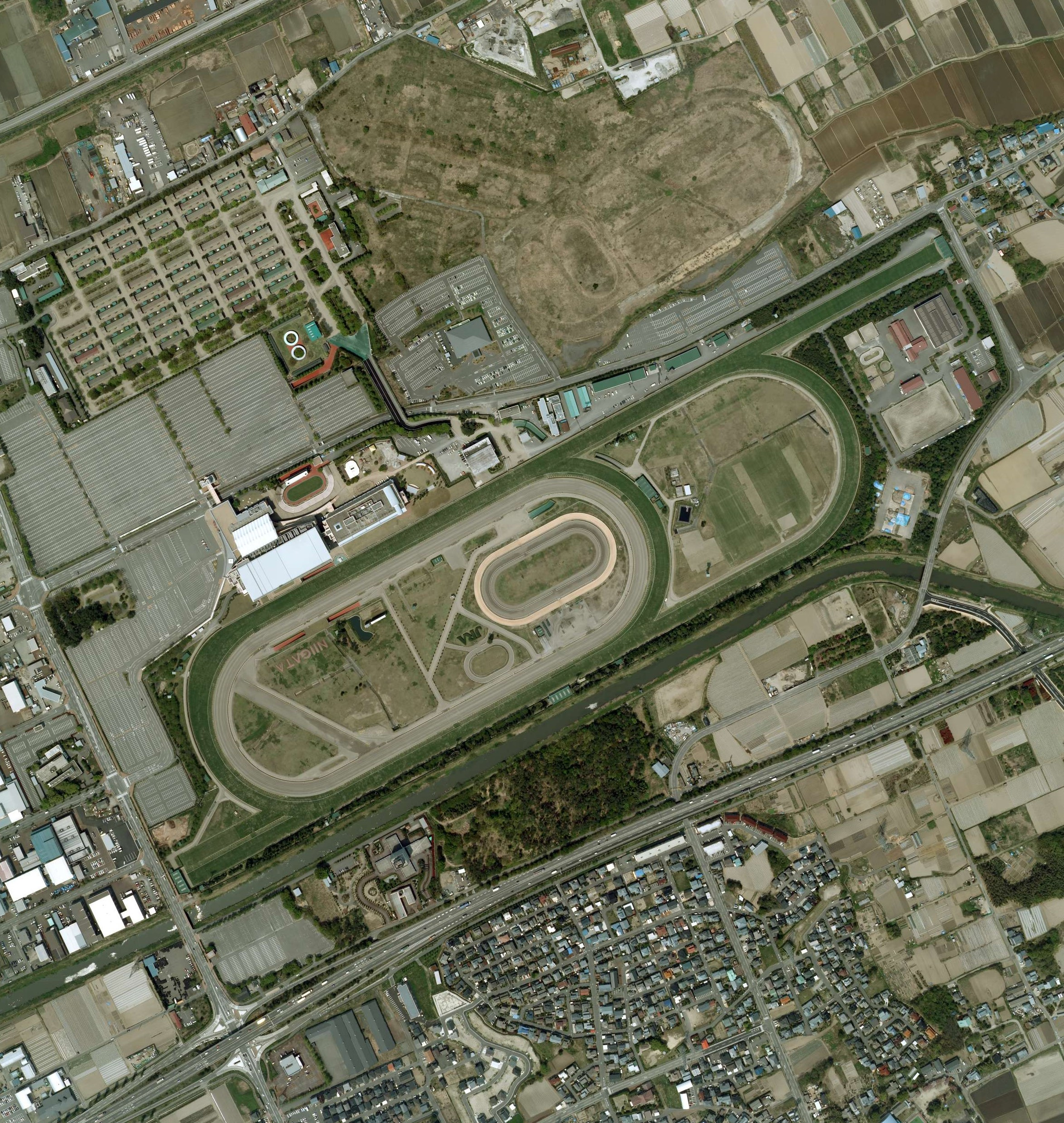
新潟競馬場付近の空中写真。2009年撮影。
左回りになり、直線1000mのコースが追加され、北東方向にあった新潟県競馬の厩舎群がなくなり、跡地の一部にオフト新潟が建っている。

- 1901年（明治34年）9月7日 - 同月9日まで新潟市内の関屋地区（現在の信濃町・浜浦町・文京町付近）に（直線のみの）競馬場が開かれる。
- 1937年（昭和12年） - 日本競馬会（中央競馬の前身）の競馬場となる。同年9月4日から9日まで日本競馬会による第1回の新潟競馬が開催される。
- 1943年（昭和18年） - 戦争の激化に伴い開催を廃止。
- 1949年（昭和24年）7月 - 新潟県（後に新潟県競馬組合）が、当時の所有者である国から競馬場の施設を借り新潟県競馬（以下、県競馬）の開催が始まる。当時の馬場は四角形であった[4]。
- 1964年（昭和39年） - 信濃川の関屋分水路を開削する工事を始めるに当たり、その代替地捻出のため関屋競馬場を廃止（12月）[5]。跡地はその後、工事に伴う代替住宅地として再開発された。現在の新潟競馬場で行われる中央競馬の重賞競走「関屋記念」はこの旧・新潟競馬場が在った関屋地区にちなむものである。また、JR越後線・関屋駅周辺には「競馬町踏切[5]」「競馬町マーケット」など往時を匂わせる名称が僅かながら残っており（競馬町マーケットは2007年6月をもって閉鎖、建物自体は2008年2月に撤去された）、文京町の一部には旧競馬場外周の名残となる路地が現在も見られるという[6]。また旧関屋競馬場跡地に作られた関分公園内に塚田十一郎（関屋競馬場廃止当時の新潟県知事）揮毫による「新潟競馬場跡の碑」が建てられている[7]。
- 1965年（昭和40年）5月 - 郊外の北蒲原郡豊栄町笹山（現在地/ 現住所: 新潟市北区笹山）に移転。15日に完工式が行われた[8]。競馬場及び厩舎等の敷地全体は新潟市にもまたがっていたため移転に伴い新たに豊栄町（のちの豊栄市）が競馬場所在市区町村として開催権を得たが、新潟市の競馬場所在市町村としての開催権も存続した。同時に中央競馬主催による開催が復活。県競馬の開催もスケジュールを調整し、引き続き行われることとなった。7月10日には移転後初の競馬が開催された[8]。
- 1981年（昭和56年） - 中央競馬においてダートコース使用開始[9][注 5]。
- 1983年（昭和58年）12月5日 - 新潟サービスセンター開設[11]。
- 1988年（昭和63年） - アイビススタンド竣工[12]。
- 1989年（平成元年） - ターフビジョン設置（1993年に更新）[13]。
- 1991年（平成3年）4月20日 - マークカードによる投票方法を導入[14]。
- 1995年（平成7年） - 福島競馬場の改修工事による例年の秋の第2・3回福島開催を新潟で振替開催。これによりカブトヤマ記念と福島記念が新潟で実施された一方、例年の春の第1回と夏の前半の第2回開催は日程入れ替えにより、福島で開催されたため、新潟大賞典・関屋記念は福島で実施された。
- 1996年（平成8年）
  - この年も福島競馬場の改修工事による振替開催により、前年に引き続き、例年の秋の第2・3回福島開催を新潟で振替開催。カブトヤマ記念と福島記念が新潟で実施された一方、一部日程変更に伴い、例年の第3回開催は中山で開催されたため、新潟記念・新潟3歳ステークスは中山で実施された。
  - 9月29日 - 5R終了後、電子計算機の故障により払戻業務が実施できず、この日は6R以降を取りやめた。翌日に続行競馬として実施するも、枠順は変更せず、購入された馬券は買い戻さずにそのまま有効とした。[15]
- 1997年（平成9年） - 第2・3回開催において、一部指定席の電話予約販売をモニター制で実施[16]。モニター募集は学生・未成年を除く、特定のクレジットカードを所有の新潟県在住者に対し実施。その他の指定席販売はハガキ抽選か当日販売で実施。
- 1999年（平成11年）秋 - 馬場、スタンドの改修工事に着手（2001年春まで実施）。この間の2000年と2001年の例年の第1回開催は福島、2000年の夏開催の第2・3回開催は福島と中山で代替開催された。県競馬については改修工事期間中も引き続き当地で開催された。
- 2001年（平成13年）7月14日 - 新スタンド（NiLS21）完成、周回コースは左回りとなり、直線芝1,000メートルコースを新設[17]。
- 2002年（平成14年）
  - 1月4日 - この日をもって県競馬の開催が事実上廃止撤退（これに伴い三条競馬場は廃止）[注 6]。これにより地方競馬との共用から中央競馬単独の競馬場となった。
  - 9月29日 - 東京競馬場の改修工事に伴って従来の東京開催のすべてが中山競馬場で施行されたため、この関係で例年の4回中山開催が新潟で代替開催となったため、スプリンターズステークスが新潟競馬場で開催。同競馬場としては初めてのGI級開催となった。
- 2004年の新潟県中越地震、2007年の新潟県中越沖地震と2度の大地震に見舞われた際には競馬場の設備等に被害はなかったが、その後は震災復興祈念競走として共に開催した。
- 2007年（平成19年）8月18日、19日 - 馬インフルエンザの影響により2日間開催を中止[18]。
- 2009年（平成21年）
  - 函館競馬場の改築による札幌競馬場の開催分が一部振り替えられ4回30日間開催（通常は札幌で行われるエルムステークスも施行）された。
  - 9月13日 - 本来第4競走に予定されていた3歳未勝利戦 （芝2400m）が、出走申し込み馬が3頭しかなく規定の5頭に満たなかったため競走取り止めとなった。当日のメイン競走（魚沼特別）も第10競走に変更された[注 7]。
- 2011年（平成23年）
  - 東日本大震災による影響
    - 施設等に被害はなかったが、3月12日以降開催予定だった第2回・第3回中山競馬および第1回・第2回福島競馬が中止になったことから、当初4月30日から5月22日までを第1回新潟競馬として開催するところ、4月23日・24日も第1回新潟競馬として開催した（4月23日には福島牝馬ステークスを施行した）[19]。また夏の2開催を当初予定された回数からそれぞれ一つずつ繰り下げて、5月28日から6月12日を第2回新潟競馬として開催した[20]。この第2回は芝の養生を行う必要があるため、全72競走中芝コースでの競走は9競走だけ、6月の開催はすべてダートコースで行われた[21]。中央競馬にて全競走をダートコースで行うのは改修で野芝から洋芝に張り替えられ芝の養生を行う必要があった1994年の函館競馬場以来となる[22][注 8]。これにより夏開催はそれぞれ第3回と第4回に変更された。
    - 毎年秋に開催される第3回福島競馬も中止されたため、10月15日から11月20日までの12日間を第5回新潟競馬として開催（11月20日には福島記念を施行）。この第5回にはダート2500mの距離設定が新設された。
- 2012年（平成24年） - 大型映像装置（着順掲示板を含む）更新工事竣工。8月4日の５レースにて三連単の払い戻し、29,832,950円を記録し、中央競馬における三連単の最高払戻額を更新。この年から第3場扱いのローカル開催が、従来の春1開催から、春1開催・秋1開催に変更される
- 2013年（平成25年） - 夏競馬が2開催 （第2,3回新潟競馬）16日間開催から1開催12日間 （第2回新潟競馬）の開催に変更。
- 2014年（平成26年）10月5日 - 中山競馬場のメインスタンド改修工事に伴い、例年の4回中山開催が新潟で代替開催となったため、12年ぶりにスプリンターズステークスが開催された[23]。同競走唯一の18頭によるレースである[注 9]。この関係で例年の10月の第3場扱いのローカル開催分は福島に変更された。
- 2020年（令和2年） - 第1・2・3回開催の全日で新型コロナウイルスの感染拡大防止のため、「無観客競馬」として実施[24][25][26][27][28]。
- 2021年（令和3年） - 同年2月13日に発生した福島県沖地震の影響に伴い、4月10日から5月2日まで開催予定だった第1回福島競馬の開催を取りやめ、新潟競馬場で代替開催される[29]。
- 2022年（令和4年） - 同年3月16日に発生した福島県沖地震の影響による福島競馬場の復旧工事に伴い、4月9日から4月24日まで開催予定だった第1回福島競馬の開催が1週間順延された関係で、第1回開催を5月7日から5月29日に変更される[30]。また、夏競馬が2開催12日間開催に変更された（2回新潟4日、3回新潟8日）。
- 2024年（令和6年） - 第2回開催（7月27、28日と8月3、4日）の4日間において、暑熱対策の一環として「競走時間帯の拡大」を導入し、気温が特に高い時間帯となる5R終了の11時35分頃～15時10分頃の約3時間半を休止時間とする試みを実施。第1競走は9時35分、メインレースとなる第7競走は15時45分（テレビ中継を考慮し、前年までと同じ時間に設定。準メイン競走も第6競走として15時10分発走）、最終第12競走は18時25分に設定する[31]。実施した4日間合計は、入場人員は5万6191人で前年比23.5%増、売り上げも573億3418万9300円で前年比11.0%増とともに前年から大幅に増加した[32]。
- 2025年（令和7年） - 前年に引き続き、第2回開催（7月26日～8月17日）の全8日間において、中京競馬場とともに暑熱対策の一環として「競走時間帯の拡大」を導入する予定。また、10月の第4回開催は4日間に短縮される予定。

## 重賞競走
GIII
- 新潟大賞典
- アイビスサマーダッシュ（サマースプリントシリーズ指定競走）
- レパードステークス
- 関屋記念（サマーマイルシリーズ指定競走）
- 新潟2歳ステークス
- 新潟記念（サマー2000シリーズ指定競走） [注 10]

J・GIII
- 新潟ジャンプステークス

## アクセス
公共交通機関
- 新潟駅前・万代シテイより「E23 空港・松浜線 新潟競馬場」行・「E44 大形線 新潟競馬場」行で「新潟競馬場前」下車すぐ
- 開催日は新潟駅南口（栗ノ木・新潟バイパス経由直行便片道650円, 所要時間約30分）から臨時バスが運行されている[33]。

車
- 国道7号（新新バイパス）・競馬場ICから約1分
  - 日本海東北自動車道・新潟空港ICからは新潟県道16号新潟亀田内野線・新新バイパス・一日市IC経由で約10分
- 競馬場周辺には大型駐車場が多数整備されており、JRAの競馬場における一般客向けの駐車場としては唯一、駐車場利用料が無料となっている。

## その他
- 新潟競馬場では2000年の走路改修工事の際、障害専用の襷コースを廃止したため、障害レースは芝コースの8箇所に置き障害が置かれた状態で行われる。襷コースは埒はなく全て大きな植え込みで区切られており生垣障害、水壕障害、土塁生垣障害が設置されていた。
- 当競馬場でデビューした馬で東京優駿を制したのは、1983年7月23日に初出走・翌1984年に史上初の無敗三冠馬となったシンボリルドルフおよび、2010年8月14日に初出走・史上7頭目の三冠馬となったオルフェーヴル、2018年8月18日に初出走したロジャーバローズの3頭である。他にも1994年8月20日にはサンデーサイレンスの初年度産駒の一頭であり幻の三冠馬といわれたフジキセキ、2017年8月6日には翌2018年に史上5頭目の牝馬3冠馬となったアーモンドアイ、2023年に史上7頭目の牝馬3冠馬となり、新馬戦で上がり3ハロン史上最速タイムを出したリバティアイランドが新潟競馬場でデビューしている。
- スタンドの柱番号は左回りでも東京などとは違い、4コーナー側から 1,2,3,...と付けられている（右回り時代の名残）。
- 豊栄市が2005年3月21日に新潟市へ編入合併する前、新潟競馬場の敷地は豊栄市と新潟市との市境に跨っていた。ただ事務室などが豊栄市に設けられていたため、登記上の所在地は「豊栄市」とされていた（複数の市町村に跨っている場合は事務室の位置で所在市町村を決定する）。
- かつて行われていた県競馬では、ダート1200mの競走において2コーナーを抜けたところから手前内側に分岐する引込み線を使った中央競馬の同距離とは異なるスタート地点を使用していた（右回り時代も同様）。これは本来のダート1200mのスタート地点が芝コース上にあり、県競馬では芝コースの使用が出来なかったためである。県競馬開催の無くなった現在でもこの引込み線は残され県競馬が存在した実質唯一の名残となっているが、最大出走可能頭数やスタート直後のカーブというコース形状の問題などもあり中央競馬の競走では引き続き使用していない。なおテレビ中継で映される際には障害競走で使用されているものと同じ置き障害が引込み線上に置かれていることなどから、現在は障害練習などで使用されている。
- 2001年までは中央競馬の勝馬投票券の発売は、以下のように発売制限がかけられていた。県競馬廃止に伴い、2002年に発売制限は撤廃された。
  - 県競馬開催時（三条競馬含む）（4月 - 12月）に発売制限を実施。東日本主場（東京・中山・第1回の福島）開催は単勝式・複勝式は全競走で、枠番連勝式・馬番連勝式・ワイドは特別競走（一日あたり最大3レース）のみそれぞれ発売。西日本主場（京都・阪神・第2回の中京）開催・従場（第2回・第3回の福島、第3回の中京）開催・北海道開催は重賞のみ馬券全種類を発売[34]（重賞のうち障害競走[35]並びに一部の平地競走[注 11]を発売せず、逆に非重賞であるがWSJSのうち第2戦のみ馬券全種類を発売[37]）。
    - 発売制限は「地方競馬の振興への寄与」を理由として1977年6月18日より開始された[38]。当初は単勝式・複勝式及び県競馬非開催時も含まれていたが、前者は1984年12月16日、後者は1982年12月26日をもって解除された[39]。
    - 新潟での中央競馬開催時、または県競馬非開催時（主に1月 - 3月）は、発売制限を実施せず、他の競馬場（パークウインズ）と同様の方法で勝馬投票券の発売を実施。2001年時点では新潟開催の全競走、東京・中山開催の全競走、西日本主場（京都・阪神・第2回と第3回の小倉）開催の特別競走、北海道開催の全競走、西日本従場（第1回の小倉と中京）開催のメイン競走をそれぞれ馬券全種類発売。
- 害虫駆除、土壌改良、新芽の育成などを目的に枯れた野芝をバーナーなどで焼く「芝焼き」が毎年3月上旬に実施される。冬季でも枯れない洋芝やオーバーシードが使用される競馬場では行わない事などから現状では日本の競馬場でも新潟のみで行われており、芝コースが一面真っ黒になる光景は当地に春を告げる風物詩となっている。なおコースの規模もあり、芝コース全面を焼くには2日を要する。芝の新芽は3月下旬には発芽し、そこから春の開催に向けて養生してゆく。
- 2012年8月4日、同競馬場の第5競走（2歳新馬戦）において、日本の競馬および単一の競走を対象とした配当記録となる2983万2950円（三連勝単式）が飛び出した。またこの競走の結果は2着が同着であったため、もう一方の3連単の的中組み合わせも1491万6520円と中央競馬の3連単史上5位の配当となった。
- 女性騎手による上位独占記録が複数回ある。2021年4月10日の第7競走で藤田菜七子が勝利。2着には新人騎手の永島まなみが入り、JRA史上初[40]。同月の4月17日、第7競走で古川奈穂が勝利し、藤田が2着、永島が3着。1～3着まで独占となったのはJRA史上初[41]。

## レコードタイム
出典：JRA公式サイト 中央競馬レコードタイム 新潟競馬場
- †は基準タイム。
- 2025年8月9日現在

### 芝コース（2歳）
| 距離    | タイム | 競走馬           | 性別 | 斤量 | 騎手       | 記録年月日     |
| ------- | ------ | ---------------- | ---- | ---- | ---------- | -------------- |
| 1000m   | 0:55.0 | レジーナフォルテ | 牝   | 54kg | 大野拓弥   | 2016年08月28日 |
| 1200m   | 1:08.7 | タガノラフレシア | 牝   | 54kg | 和田竜二   | 2002年07月20日 |
| 1400m   | 1:20.6 | アーリントンロウ | 牡   | 55kg | 坂井瑠星   | 2024年07月28日 |
| 外1600m | 1:33.3 | プルパレイ       | 牡   | 54kg | M.デムーロ | 2021年07月25日 |
| 外1800m | 1:45.5 | エンブロイダリー | 牝   | 55kg | C.ルメール | 2024年07月27日 |
| 2000m   | 2:01.3 | ダノンドリーマー | 牡   | 54kg | 岩田望来   | 2020年10月10日 |

### 芝コース（3歳以上）
| 距離    | タイム  | 競走馬             | 性齢 | 斤量 | 騎手       | 記録年月日     |
| ------- | ------- | ------------------ | ---- | ---- | ---------- | -------------- |
| 1000m   | 0:53.7  | カルストンライトオ | 牡4  | 56kg | 大西直宏   | 2002年08月18日 |
| 1000m   | 0:53.7  | ピューロマジック   | 牝4  | 55kg | C.ルメール | 2025年08月03日 |
| 1200m   | 1:07.5  | ガンアンドローズ   | 牝4  | 54kg | 田中勝春   | 2002年08月03日 |
| 1400m   | 1:19.0  | マグナーテン       | セ6  | 57kg | 岡部幸雄   | 2002年07月14日 |
| 外1600m | 1:31.0  | カナテープ         | 牝6  | 54kg | R.キング   | 2025年07月27日 |
| 外1800m | 1:44.0  | クルゼイロドスル   | 牡4  | 57kg | 川田将雅   | 2024年07月27日 |
| 2000m   | 1:58.9  | デッドリー         | 牝3  | 54kg | 川田将雅   | 2023年08月06日 |
| 外2000m | 1:56.4† | ツジノワンダー     | 牡5  | 57kg | 柴田善臣   | 2001年07月14日 |
| 2200m   | 2:10.8  | ダブルフラット     | 牡3  | 54kg | 田辺裕信   | 2018年08月05日 |
| 2400m   | 2:24.4  | レイオブウォーター | 牡3  | 54kg | 福永祐一   | 2021年07月24日 |

### ダートコース（2歳）
| 距離  | タイム | 競走馬           | 性別 | 斤量 | 騎手     | 記録年月日     |
| ----- | ------ | ---------------- | ---- | ---- | -------- | -------------- |
| 1200m | 1:10.8 | サトノボヤージュ | 牡   | 55kg | 戸崎圭太 | 2025年08月09日 |
| 1800m | 1:53.0 | ショウナンマリオ | 牡   | 52kg | 菅原明良 | 2019年10月05日 |

### ダートコース（3歳以上）
| 距離  | タイム | 競走馬             | 性齢 | 斤量 | 騎手     | 記録年月日     |
| ----- | ------ | ------------------ | ---- | ---- | -------- | -------------- |
| 1200m | 1:09.1 | マラードザレコード | セ5  | 57kg | 吉田隼人 | 2019年10月19日 |
| 1700m | 1:46.6 | マカリオス         | 牡4  | 57kg | 松田大作 | 2011年06月11日 |
| 1800m | 1:49.2 | ケンシンコウ       | 牡3  | 56kg | 丸山元気 | 2020年08月09日 |
| 2500m | 2:38.8 | メメランタン       | 牡3  | 54kg | 岩崎翼   | 2019年10月06日 |

### 障害
| 距離    | タイム | 競走馬           | 性齢 | 斤量 | 騎手     | 記録年月日     |
| ------- | ------ | ---------------- | ---- | ---- | -------- | -------------- |
| 芝2850m | 3:01.4 | ダイワウインダム | 牡5  | 60kg | 田中剛   | 2002年07月27日 |
| 芝2890m | 3:05.5 | ゼノヴァース     | 牡5  | 60kg | 森一馬   | 2022年05月07日 |
| 芝3250m | 3:28.3 | サクセッション   | セ6  | 60kg | 蓑島靖典 | 2023年07月29日 |
| 芝3290m | 3:34.4 | ユキノスライダー | 牡6  | 61kg | 植野貴也 | 2016年05月14日 |